# Zellsee (Wessobrunn)
Zellsee ist ein Gemeindeteil von Wessobrunn im oberbayerischen Landkreis Weilheim-Schongau.

## Geografie
Das Dorf liegt circa drei Kilometer östlich von Wessobrunn im Tal der Rott am Nordufer des namensgleichen Zellsee. Direkt nördlich des Dorfes fließt der Schlittbach.

## Geschichte
Bereits 1414 wird in Zellsee auf Geheiß des Wessobrunner Abts Ulrich V. von Höhenkirchen die Rott für die Fischzucht aufgestaut.
Das Dorf umfasste 1752 vier Anwesen, alle waren dem Kloster Wessobrunn grundbar. Eines der Anwesen war die sogenannte Zellmühle, das andere eine Schwaige des Klosters, die im Zuge der Säkularisation 1803 verkauft wurde.

## Sehenswürdigkeiten
In Zellsee befindet sich die Kapelle St. Martin, ein Putzbau mit Dachreiter aus dem frühen 19. Jahrhundert.
Siehe auch: Liste der Baudenkmäler in Zellsee